# Le Monstre poilu
Pour les articles homonymes, voir Le Monstre Poilu.
Le Monstre poilu est un conte de littérature d'enfance et de jeunesse écrit par Henriette Bichonnier, illustré par Pierre Elie Ferrier dit Pef, publié en 1982 dans la collection Folio Benjamin des éditions Gallimard. Le monstre poilu a une suite : Le Retour du monstre poilu publiée en 2001.

## L'héroïne
La petite Lucile (poil aux cils), princesse insolente qui se dévoue pour sauver la vie de son père. Les étudiants en littérature pour la jeunesse font souvent le rapprochement entre la petite princesse et son monstre, et La Belle et la Bête de Jeanne-Marie Leprince de Beaumont, et aussi La Princesse Grenouille et Ourson de la comtesse de Ségur, ou de Doucette de Jacob et Wilhelm Grimm.

## Les personnages
- Le Monstre poilu
- Le Roi
- Le Prince Charmant (poil aux dents)

## Le principe
Introduire dans un conte, de facture classique, un jeu de potache bien français qui consiste à rajouter poil au à chaque mot. Exemple Comment ça va, poil aux doigts. Boby Lapointe l'utilise dans ses chansons en aparté, Pierre Desproges aussi. La comptine exacte qu'on apprend dès l'école primaire étant la suivante :
- mes enfants (poil aux dents)
- respectez (poil au nez)
- la vieillesse (poil aux fesses)
- la vertu (poil au...)

L'exercice dans le Monstre poilu consiste à éviter le mot en trois lettres faisant allusion au postérieur. Il semble que ce jeu de potache soit compréhensible dans plusieurs langues (anglais, italien, espagnol, danois, polonais, portugais, islandais, roumain, kazakh) et ne pose pas de problèmes de traduction, ni de bienséance.

## L'histoire
Un monstre, composé d'une tête posée sur deux petits pieds minuscules et de longs bras qui partent des oreilles, ne peut jamais quitter sa caverne et se trouve obligé de ne manger que des rats. Il voudrait manger des gens. Fort heureusement, il attrape un roi perdu dans la forêt et s'apprête à le dévorer. Mais le roi s'en tire lâchement en promettant de lui ramener le premier enfant qu'il rencontrera sur sa route. Et ce premier enfant se trouve être sa propre fille, la petite Lucile, sortie du château sans permission pour acheter des bonbons. La princesse est tout à fait d'accord pour être mangée à la place de son père. Mais à peine arrivée chez le Monstre poilu, elle le nargue en rajoutant des poils à tout ce qu'il dit, si bien que le Monstre, exaspéré par tant d'impertinence, explose de colère...

## Exploitation pédagogique
- le jeu des poils et des rimes[2]
- comparaison avec La Belle et la Bête de Jeanne-Marie Leprince de Beaumont.

L'ouvrage est recommandé par le ministère de l'Éducation nationale française pour le cycle 2, ainsi que par la Direction des programmes d'études en formation générale des jeunes du ministère de l'éducation canadien.